# Serhij Marusin
Serhij Wiktorowycz Marusin, ukr. Сергій Вікторович Марусін, ros. Сергей Викторович Марусин, Siergiej Wiktorowicz Marusin (ur. 1 kwietnia 1958 we wsi Kanadiej, obwodzie uljanowskim, Rosyjska FSRR) – ukraiński piłkarz pochodzenia rosyjskiego, grający na pozycji obrońcy, a wcześniej pomocnika, trener piłkarski.

## Kariera piłkarska

### Kariera klubowa
W 1976 rozpoczął karierę piłkarską w drużynie rezerw Dnipra Dniepropetrowsk. Potem odbywał służbę wojskową w zespole SKA Odessa, w którym pozostał do zakończenia kariery zawodowej w 1986. Ale potem po 8-letniej przerwie powrócił do gry w amatorskich zespołach Mietałłurg Ałdan, Perwomajec Perwomajśke, Łotto-GMC Odessa, Dnister Owidiopol, Rybak-Dorożnyk Odessa i Tyras-2500 Białogród nad Dniestrem.

## Kariera trenerska
Po zakończeniu kariery zawodniczej od 1988 pomagał trenować SKA Odessa. W 1991 objął stanowisko głównego trenera odeskiego klubu. W 1992 po spadku klubu z Wyższej Lihi opuścił klub, ale w 1994 ponownie został głównym trenerem. W latach 1997–1998 prowadził FK Ołeksandrija. W latach 2001–2005 stał na czele klubu Tyras-2500 Białogród nad Dniestrem. Od 2005 do 2006 pracował jako szkoleniowiec amatorskiego zespołu Iwan Odessa. Od 2007 jest dyrektorem Szkoły Sportowej "Spartak" Ihora Biełanowa.

## Sukcesy i odznaczenia

### Sukcesy indywidualne
- rekordzista klubu SKA Odessa w ilości rozegranych meczów: 399